# بينيلوبي

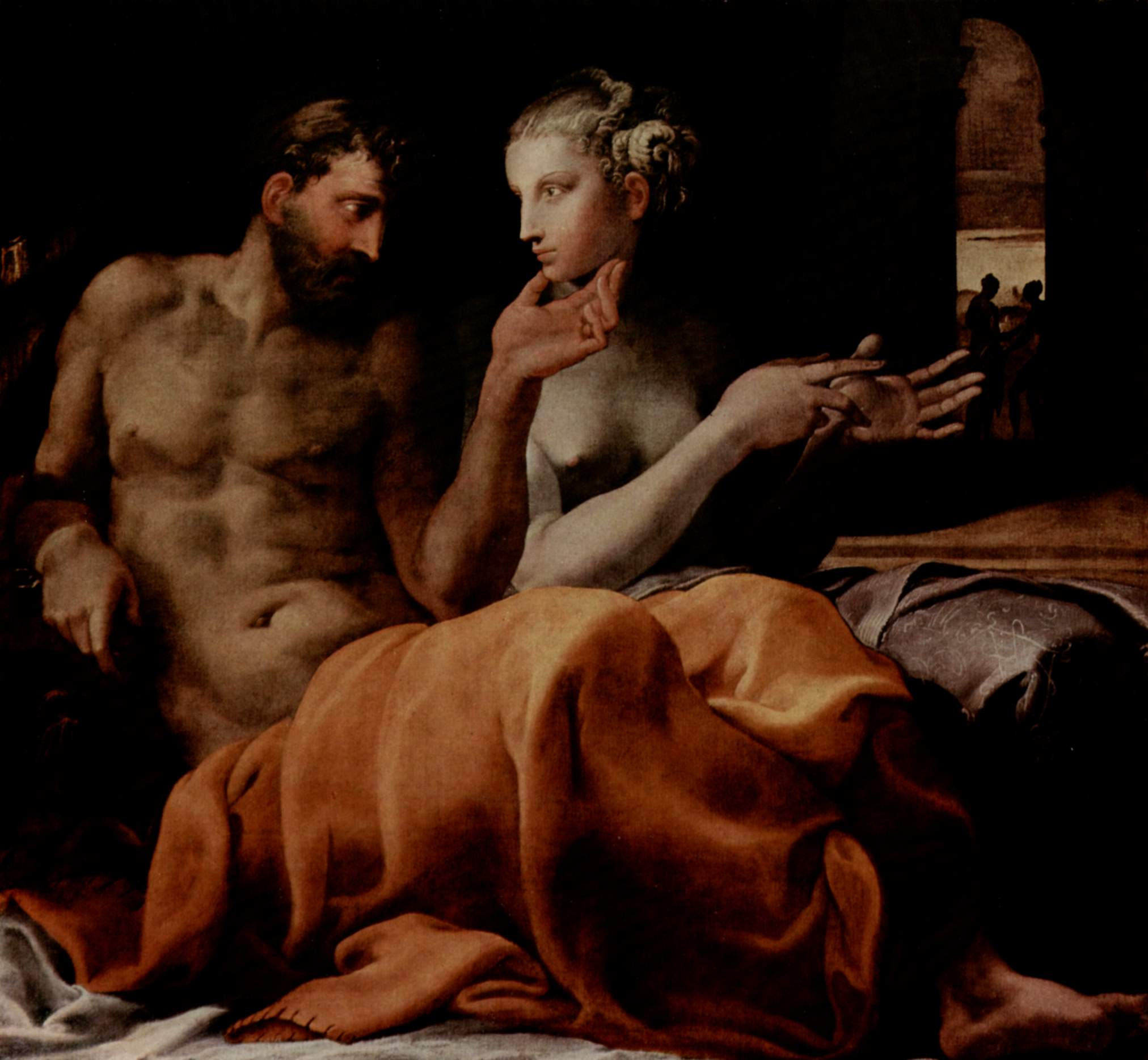
أوديسيوس وبينيلوبي، لوحة للفنان الإيطالي فرانشيسكو بريماتيتشيو ترجع إلى عام 1563

بينيلوبي (بالإغريقية: Πηνελόπεια (وتنطق "بينيلوبيا") أو Πηνελόπη (وتنطق "بينيلوبي")) في أوديسة هوميروس هي زوجة أوديسيوس الوفية التي ظلت ترفض الخاطبين الذين تقدموا لها طوال غيبته في رحلته الطويلة حتى عاد إليها في النهاية.
كان لبينيلوبي ابن وحيد من أوديسيوس هو تليماك (تليماخوس)، الذي ولد قبيل استدعاء أوديسيوس للمشاركة في حرب طروادة مباشرة، ويرتبط اسم بينيلوبي في التقاليد الأدبية بالوفاء للزوج.